# Dolopomyrmex pilatus
Dolopomyrmex pilatus (лат.) — вид муравьёв, единственный в составе рода Dolopomyrmex из подсемейства мирмицины (Myrmicinae, Solenopsidini).

## Распространение
Северная Америка: США (Аризона, Калифорния, Невада). Пустынные биотопы.

## Описание
Мелкие земляные муравьи жёлтого цвета (самки и самцы желтовато-коричневые), длина рабочих около 2 мм, самки до 1 см. Усики 11-члениковые (у всех каст, включая самцов), с крупной 3-сегментной булавой. Жвалы треугольные, с 4 зубчиками. Нижнечелюстные щупики 3-члениковые, нижнегубные щупики состоят из 2 сегментов, щупиковая формула у самок и рабочих 3,2 (у самцов 2,1). Глаза у рабочих очень мелкие, непигментированные, почти незаметные. Заднегрудка округлая, без проподеальных шипиков. Стебелёк между грудкой и брюшком состоит из двух сегментов (петиоль и постпетиоль). Всё тело покрыто многочисленными заострёнными щетинками. Жало развито.

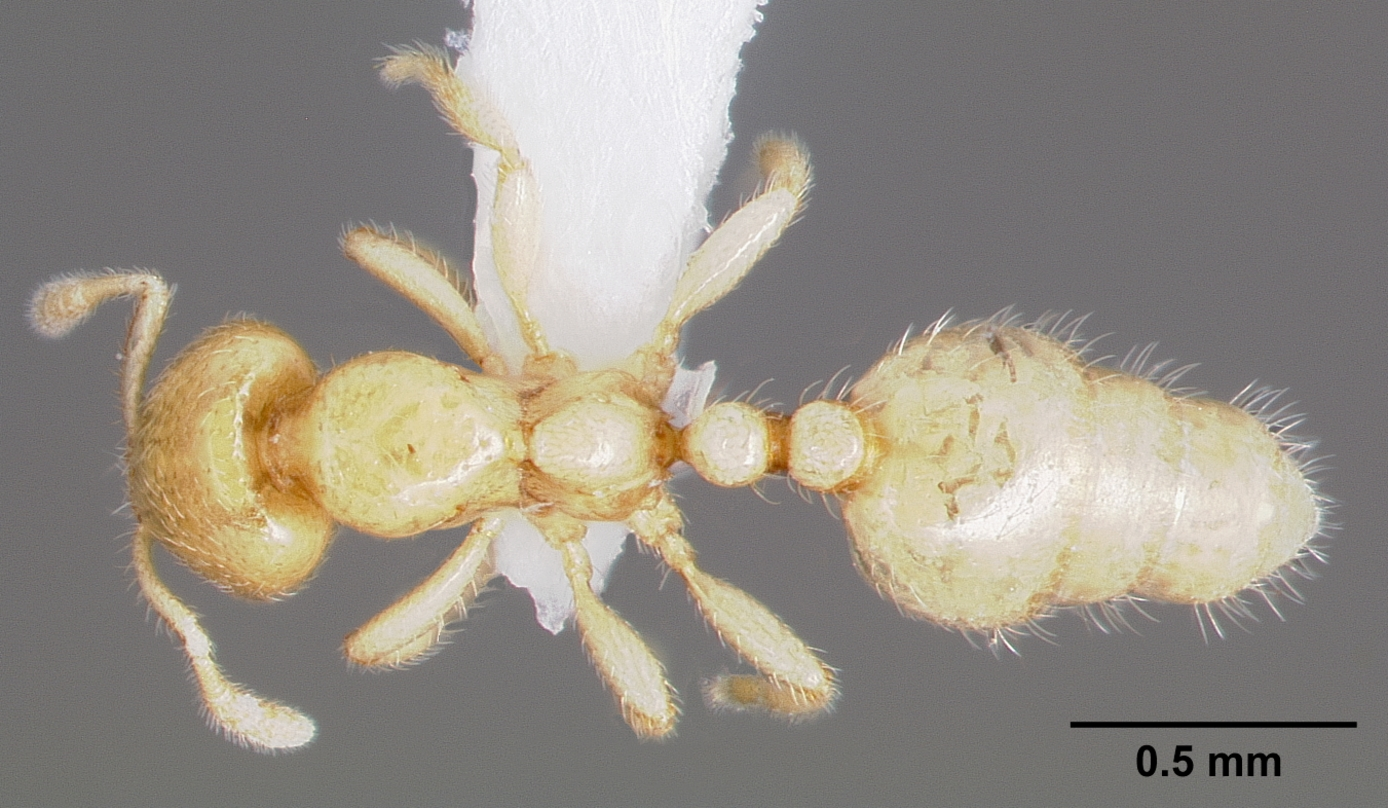
Рабочий сверху
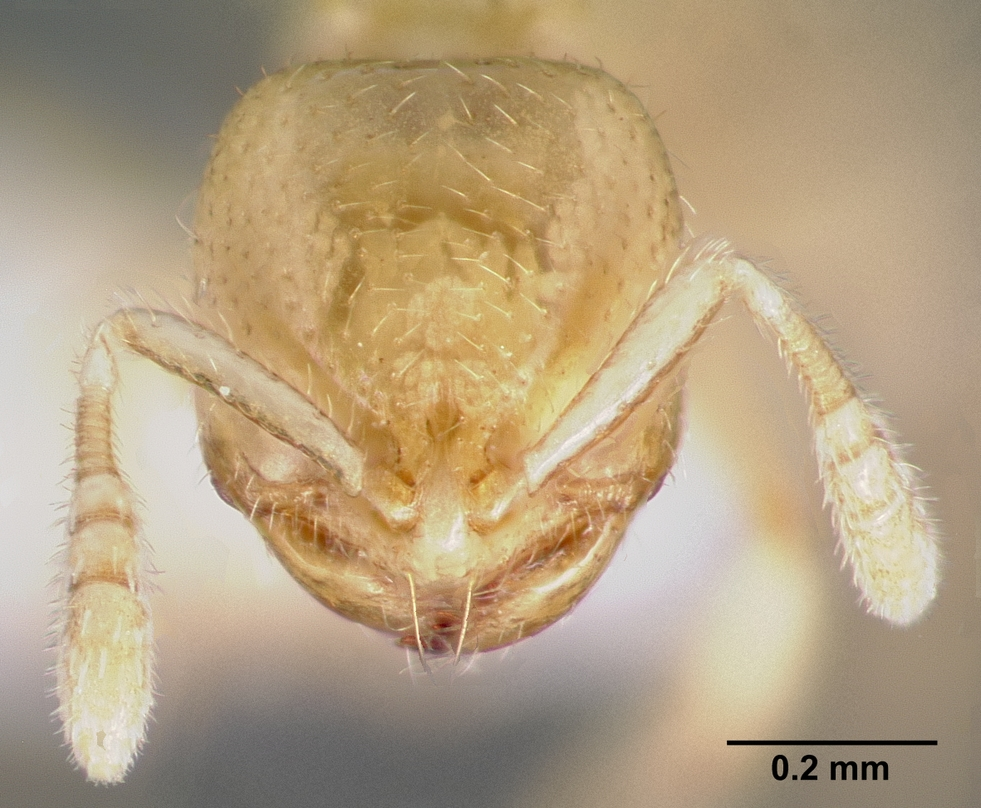
Голова рабочего
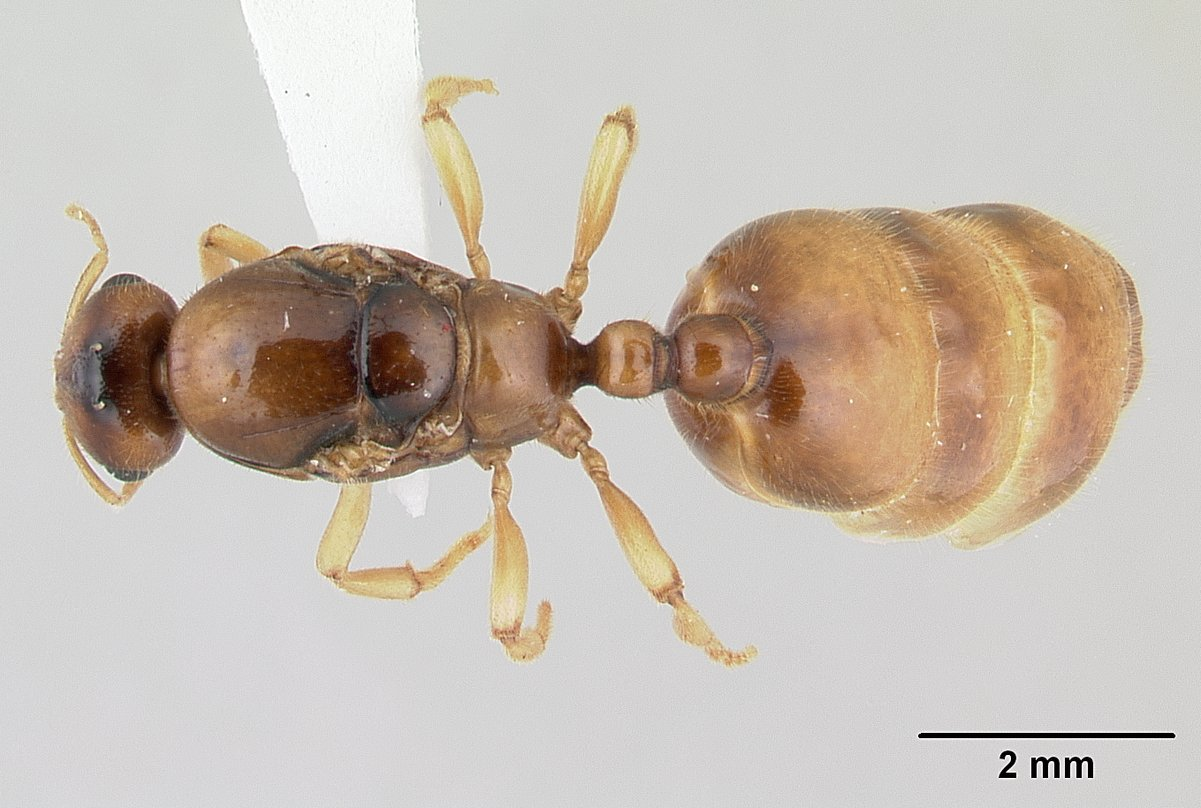
Самка сверху
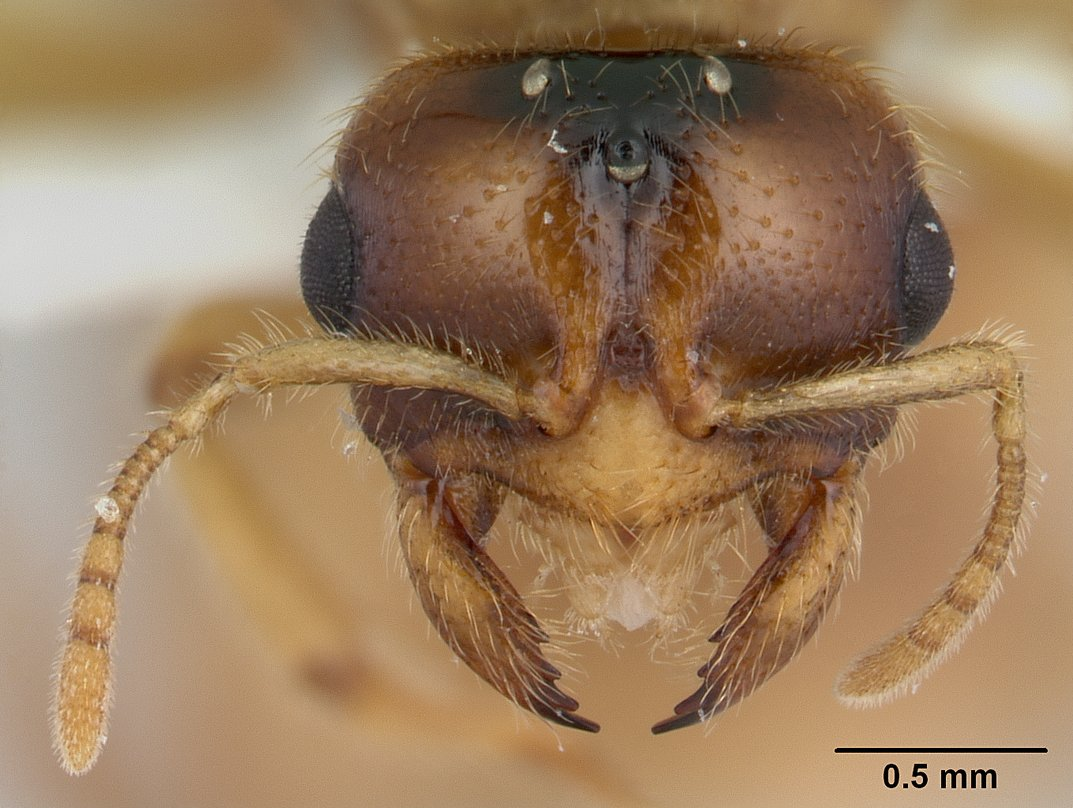
Голова самки
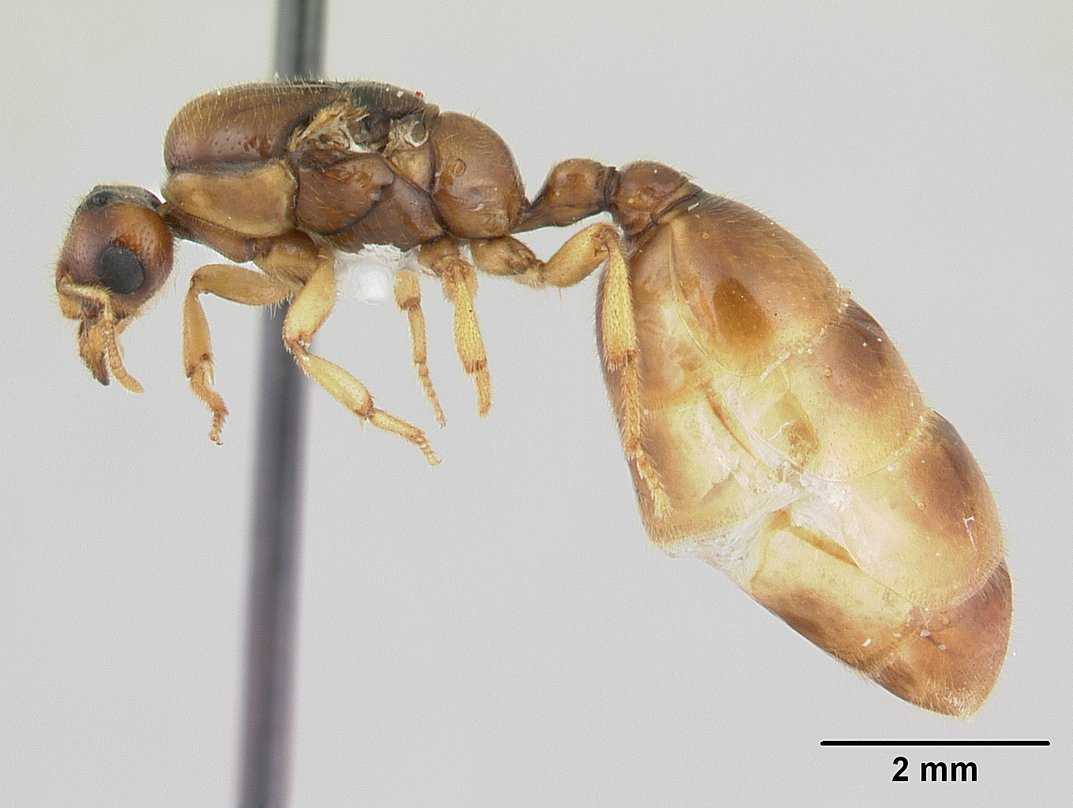
Самка сбоку
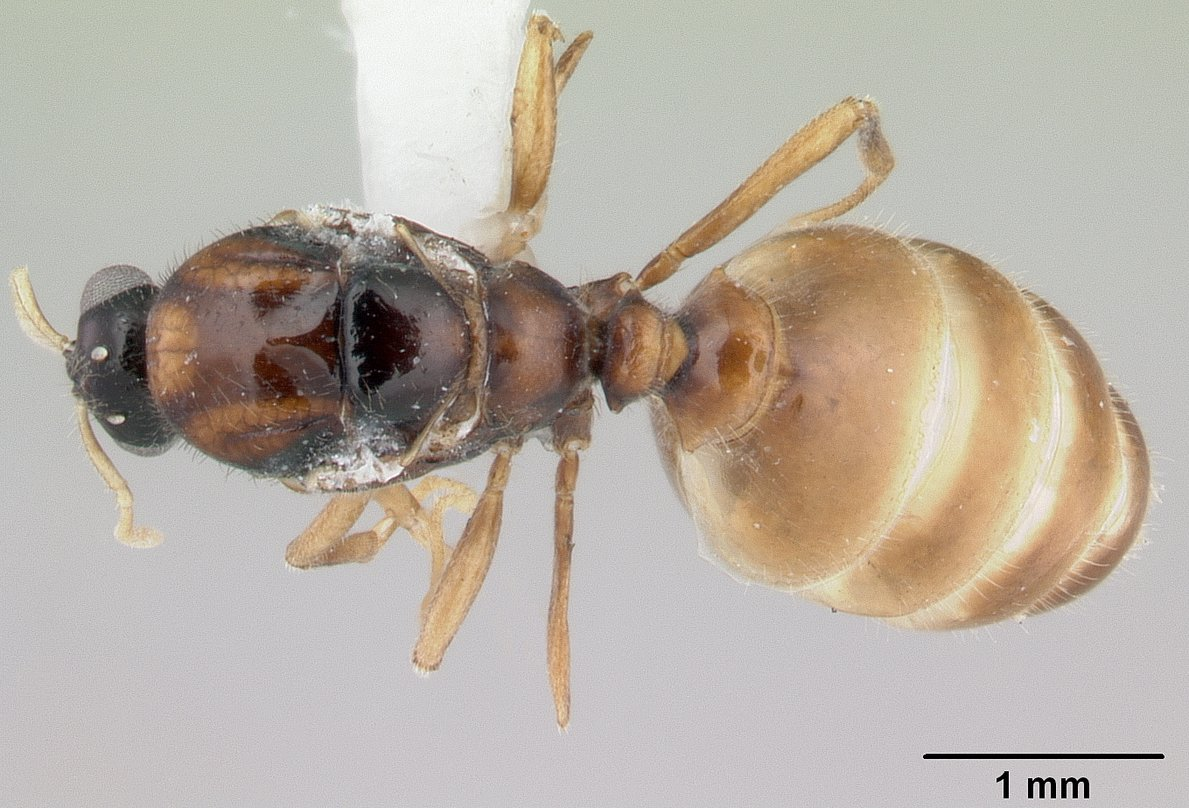
Самец сверху
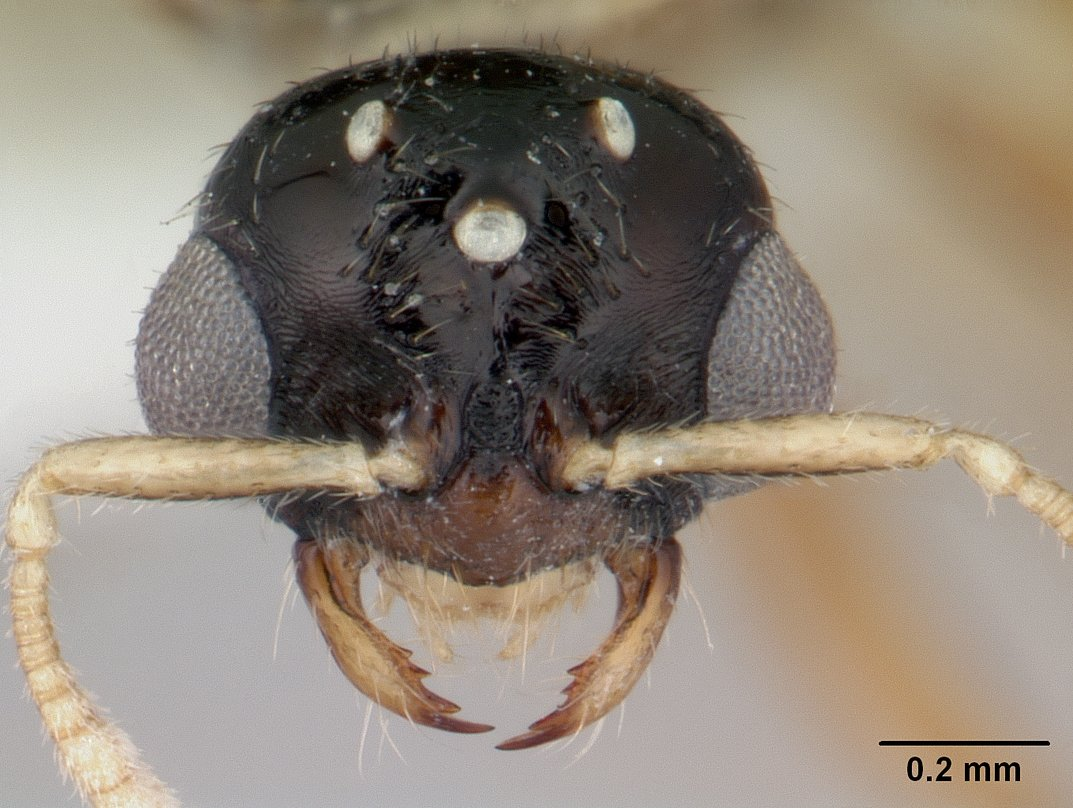
Голова самца
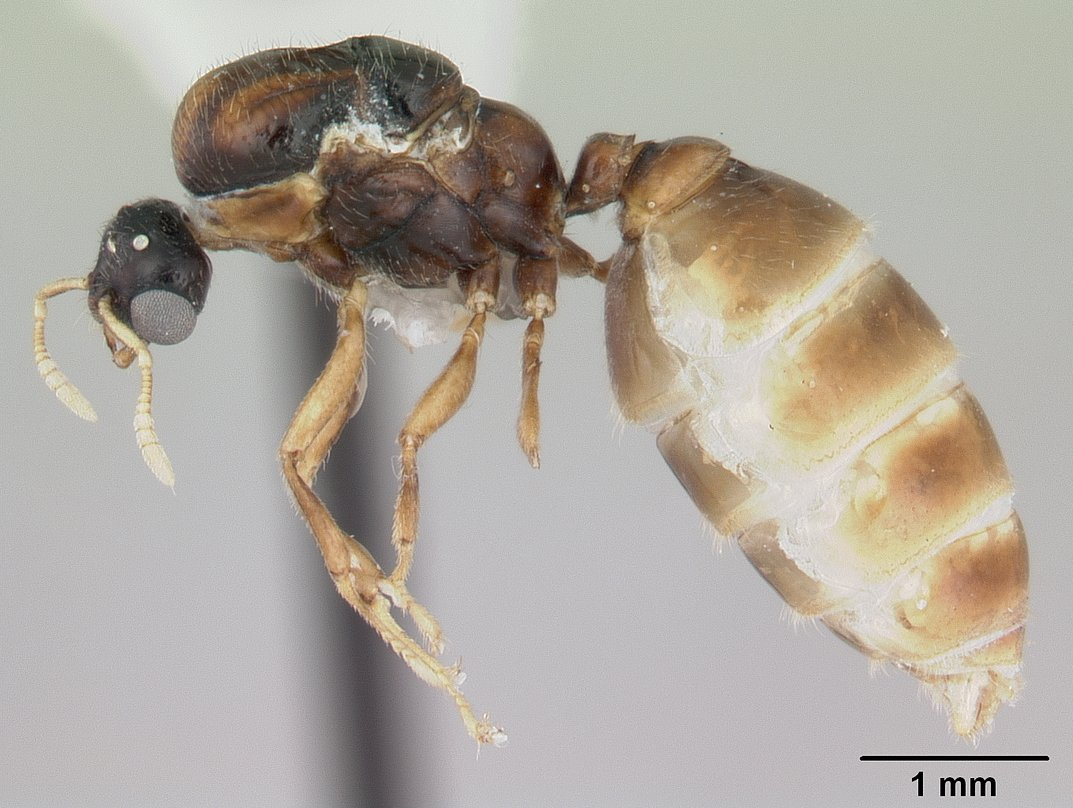
Самец сбоку

## Систематика и этимология
Вид был впервые описан в 2007 году американскими мирмекологами Stefan P. Cover (Museum of Comparative Zoology, Harvard University, США) и Mark Deyrup по материалам из США и выделен в монотипический род Dolopomyrmex, который сначала сближали с родами Anillomyrma и Bondroitia. С 2015 года его включают в состав трибы Solenopsidini, где его считают сестринским к роду Rogeria.
Родовое название Dolopomyrmex происходит от латинизированных греческих слов dolops, dolopos (скрытный) и myrmex, myrmekos (муравей). Название вида D. pilatus происходит от латинского слова пилум (метательное копьё, состоявшее на вооружении легионов Древнего Рима) с учётом острых щетинок на теле.

### Сходные группы
| Род | Формула щупиков | Число зубцов жвал | Расстояние между лобными долями | Срединная щетинка клипеуса | Число члеников усика | Сложные глаза | Метанотальная бороздка | Размер дыхальца проподеума | Стебелёк петиоля |
| --- | --------------- | ----------------- | ------------------------------- | -------------------------- | -------------------- | ------------- | ---------------------- | -------------------------- | ---------------- |
| Anillomyrma | 2,2             | 3—4               | узкое                           | есть                       | 10                   | нет           | слабая                 | мелкий                     | короче узелка    |
| Bondroitia | 2,2             | 4                 | узкое                           | есть                       | 11                   | нет           | глубокая               | крупный                    | длиннее узелка   |
| Dolopomyrmex | 3,2             | 4                 | узкое                           | нет                        | 11                   | нет           | глубокая               | мелкий                     | короче узелка    |
| Unicumyrmex | 2,2             | 4—5               | узкое                           | есть                       | 11                   | нет           | глубокая               | мелкий                     | короче узелка    |
| Источники: Anillomyrma — Eguchi & al. (2009), Bondroitia — Bolton (1987), Dolopomyrmex — Cover & Deyrup (2007), Unicumyrmex — Chung et al. (2025). |                 |                   |                                 |                            |                      |               |                        |                            |                  |